# Volvo 8900
A Volvo 8900 egy városi, helyközi busz, melyet 2010-ben mutattak be a Volvo 8500 és a Volvo 8700 utódaként. A busz elérhető 860 mm-es, normál padlómagasságú és alacsony belépésű (low-entry) kivitelekben is (Volvo 8900LE).

## Története

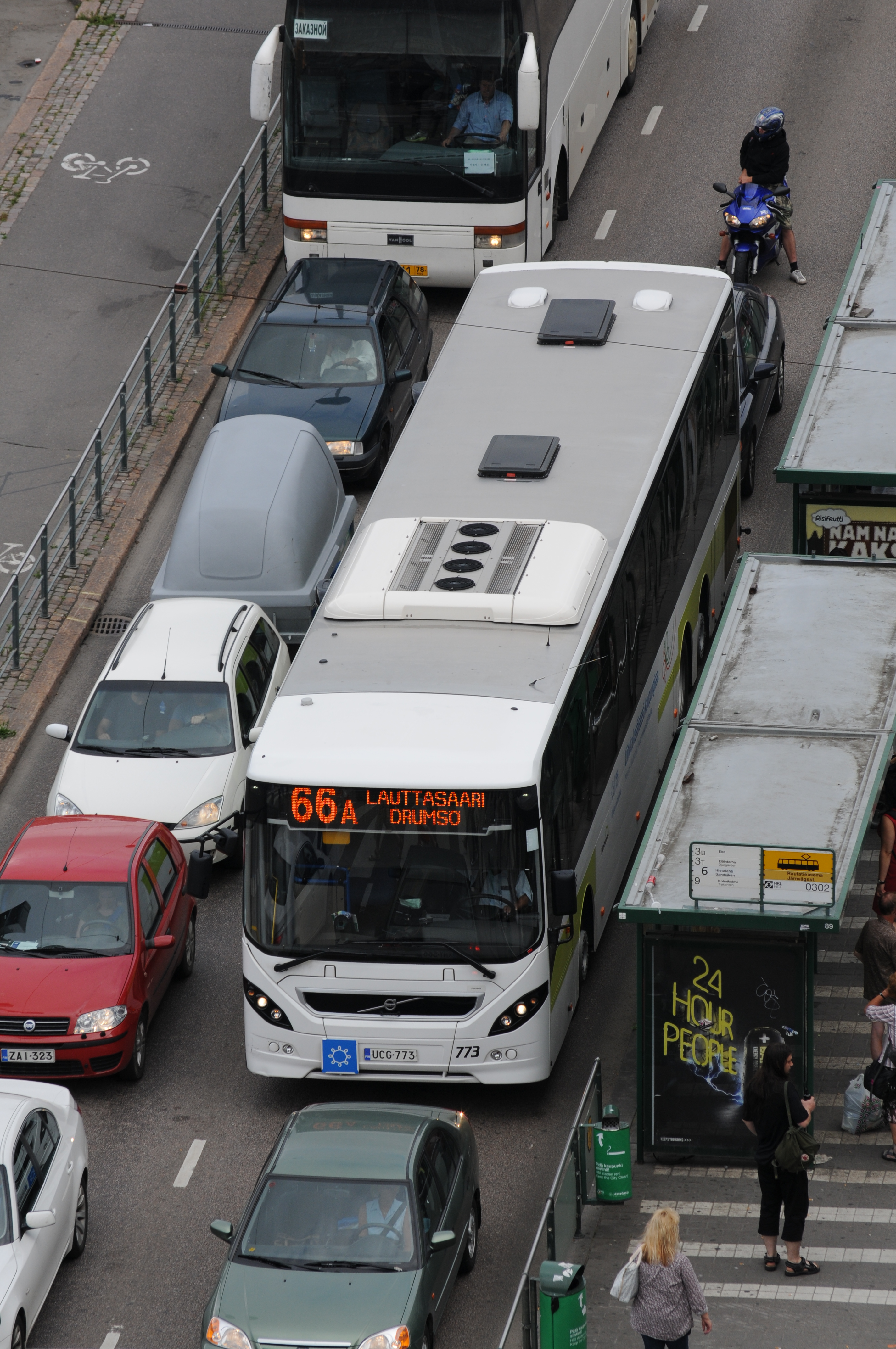
Volvo 8500 új homlokfallal, Helsinkiben

A Volvo 2010 májusában újratervezte a Säffleben gyártott Volvo 8500-as modell homlokfalát. Ez a közvéleményben találgatáshoz vezetett, hogy a buszgyár valamit csinálhat a 2001-es Volvo 8500-zal és a 2002-es Volvo 8700-zal. A Volvo végül 2 hónappal később bemutatta az új Volvo 8900-as buszt, melynek homlokfala megegyezik a „faceliftes” 8500 homlokfalával, de a busz többi része új. Az új busz megjelenése után a korábbi modelleket Säffleben még 2011 nyaráig, Wrocławban 2012-ig gyártották.
A Volvo B12B/B12BLE alvázak gyártása szintén leállt 2012-ben, de a B8R/B8RLE még nem álltak készen, ezért a Volvónak új megoldással kellett előállni a háromtengelyes buszok számára, ugyanis akkor csak a B12B/B12BLE volt az egyetlen háromtengelyes váz városi és helyközi buszok számára. Ezért a Volvo a 8900-asa mellett a B7RLE 6x2, a B9RLE 6x2 és a B9R 6x2 alvázakat is bemutatta. 2013 nyarától már B8R/B8RLE alvázzal, és 2014-től Euro 6-os kibocsátási normával is elérhető.
Más alacsony belépésű buszokhoz hasonlóan, a Volvo 8900LE-nek is a busz első, alacsony padlós részén az ülések a dobogón kaptak helyet, középen utat biztosítva a kerekesszékkel közlekedők számára. 2011 végétől az alacsony belépésű buszok már rendelhetőek dobogók nélkül. Mivel így az ülések alacsonyabbra kerültek, 2014-től a Volvo 8900LE ablakvonala is lejjebb került.

## Előfordulása
Magyarországon a Volánbusz, a Középkelet-magyarországi Közlekedési Központ és a Dél-alföldi Közlekedési Központ üzemeltet Volvo 8900-as buszokat. A Volánbusz használtan szerezte be 2016-ban, a DAKK (akkor még Bács Volán és Körös Volán) és a KMKK pedig újonnan vette, az előző 2014-ben, az utóbbi 2016-ban.
| Üzemeltető                                   | Darab |
| -------------------------------------------- | ----- |
| Középkelet-magyarországi Közlekedési Központ | 13    |
| Volánbusz                                    | 8     |
| Dél-alföldi Közlekedési Központ              | 60    |
| Összesen                                     | 81    |

## Fordítás
- Ez a szócikk részben vagy egészben  a   Volvo 8900 című angol Wikipédia-szócikk fordításán alapul.  Az eredeti cikk szerkesztőit annak laptörténete sorolja fel. Ez a jelzés csupán a megfogalmazás eredetét és a szerzői jogokat jelzi, nem szolgál a cikkben szereplő információk forrásmegjelöléseként.

## Külső hivatkozások
- Újdonság: Volvo 8900 (magyar nyelven). Omnibusz, 2010. július 9. (Hozzáférés: 2017. január 8.)